# Molalitat
|  | Per a altres significats, vegeu «Molaritat». |

La molalitat, simbolitzada per {\displaystyle b}, és una manera d'expressar les concentracions de les dissolucions com la relació entre la quantitat de solut en mols {\displaystyle n_{\rm {solut}}} i la massa en kilograms del dissolvent{\displaystyle m_{\rm {solvent}}}:
{\displaystyle b={\frac {n_{\rm {solut}}}{m_{\rm {solvent}}}}}
Si una mescla conté més d'un solut o solvent, cada combinació solvent/solut en la mescla es defineix de la mateixa manera.
Aquesta quantitat no varia quan canvia la temperatura o la pressió, ja que és independent del volum. De forma matemàtica es pot expressar amb la següent fórmula: 
Per exemple, una dissolució formada per 36,5 g d'àcid clorhídric, HCl, que són 1 mol d'HCl i 1 000 g d'aigua (1 kg), és una dissolució 1 mol/kg.

## Diferència entre molalitat i molaritat
La molalitat no s'ha de confondre amb la molaritat (M), una altra manera d'expressar la concentració de les dissolucions, que expressa el nombre de mols de solut que es troben dissolts en un litre de dissolució. És la més habitual en els laboratoris de química. El dissolvent acostuma a ser líquid. La molalitat no s'utilitza tant com la molaritat, però és igual d'important.
La molalitat té importància en les expressions del descens crioscòpic i de l'augment ebullioscòpic, dues propietats col·ligatives de les dissolucions.
La primera definició de la propietat intensiva «molalitat» (en anglès:molality) i el seu adjectiu «molal» (anteriorment era una variant de «molar», que descrivia una solució d'unitat concentració molar), sembla encunyada per G. N. Lewis i M. Randall en la seva publicació de l'any 1923 Thermodynamics and the Free Energies of Chemical Substances. Les dues paraules estan subjectes a confondre’s una amb l'altra, la molalitat i molaritat d'una solució aquosa feble és aproximadament la mateixa, perquè un kilogram d'aigua (el solvent) ocupa 1 litre de volum a la temperatura d'una habitació i la petita quantitat de solut pot tenir petit efecte sobre el volum.

## Unitat
En el Sistema Internacional, SI la unitat per la molalitat és el mol/kg. Una solució amb una molalitat de 3 mol/kg sovint es descriu com "3 molal" o "3 m". Tanmateix, seguint el sistema d'unitats SI, el National Institute of Standards and Technology, que és l'autoritat en mesuraments dels Estats Units, considera el terme «molal» i el símbol de la unitat «m» obsolets, i suggereix mol/kg. Aquesta recomanació no s'ha implementat universalment encara en les acadèmies.